# Manuelo
Manuelo é uma samba-canção composta por Jack Yellen e Sammy Fain, gravada por Carmen Miranda em 23 de dezembro de 1941 e lançada em disco pela Decca Records. Foi uma das canções criadas especialmente para Carmen apresentar no musical da Broadway Sons o' Fun.